# Serena Auñónová
Serena Maria Auñónová-Chancellorová (* 9. dubna 1976 Indianapolis, Indiana) je americká lékařka, inženýrka a astronautka NASA.

## Vzdělání
Auñónová je držitelkou bakalářského titulu v oboru elektrotechnika z Univerzity George Washingtona. Dále získala doktorský titul z medicíny na Texaské univerzitě v Houstonu v roce 2001 a magisterský titul v oboru veřejné zdraví rovněž z Texaské univerzity v roce 2006.

## Lékařská kariéra
Auñónová byla najata NASA jako letecká chiruržka a strávila několik měsíců v Rusku jako v rámci lékařských a záchranných týmů astronautů z Mezinárodní vesmírné stanice. Sloužila také jako zástupkyně vedoucího chirurga pro lety STS-127 a Expedice 22. Byla rovněž zástupkyní pro lékařské operace v programu kosmické lodě Orion.

## Astronautka
V červnu 2009 byla vybrána jako astronautka v rámci 20. oddílu NASA. Základní výcvik dokončila v roce 2011. V červenci až srpnu 2015 se účastnila mise v podmořské výzkumné laboratoři Aquarius jako členka posádky NEEMO-20, jejími kolegy v týmu byli Norišige Kanai z Japonska a Luca Parmitano z Itálie.
Na přelomu let 2017/2018 byla začleněna do posádky Mezinárodní vesmírné stanice (ISS), a sice v rámci Expedice 56/57. Do vesmíru vzlétla 6. června 2018 v Sojuzu MS-09, společně se Sergejem Prokopjevem a Alexanderem Gerstem. Na stanici ISS pracovala ve funkci palubní inženýrky. Dne 20. prosince 2018 se ve stejné sestavě posádka Sojuzu MS-09 vrátila na Zem. Jejich let trval 196 dní, 17 hodin, 49 minut.
V říjnu 2019 přešla mezi astronauty-manažery, pracovala v Johnsonovu vesmírném středisku v Houstonu.

## Osobní život
Auñónová se provdala za fyzika Jeffa Chancellora a z manželství má nevlastní dceru.